# Maga Martina
Maga Martina (in tedesco: Hexe Lilli) è una serie di libri per bambini dell'autore tedesco Knister, illustrate da Birgit Rieger.

## Storia
I libri di Maga Martina sono pubblicati in Germania dall'editore Arena Verlag dal 1992. In Italia tre episodi sono stati pubblicati da Mursia con il titolo Lilli la strega, mentre attualmente sono pubblicati da Edizioni Sonda. Non è chiaro il motivo per cui si sia passati dal nome originale a Martina, ma ormai questo è il nome "ufficiale", tanto che anche i titoli dei film utilizzano questa versione.
Il film Maga Martina e il libro magico del draghetto è stato pubblicato nel 2009 e distribuito in oltre 40 paesi. Nel 2011 è uscito Maga Martina 2 - Viaggio in India, tratto da Maga Martina in viaggio per Mandolan.
L'ordine con cui sono stati tradotti e pubblicati i libri in Italia è diverso da quello originale e non pare avere alcuna logica particolare. Né Mursia prima, né Edizioni Sonda adesso hanno rispettato l'ordine di pubblicazione.

## Personaggi
Martina è una ragazza normale – o almeno così crede fino al giorno in cui trova accanto al letto un libro di incantesimi e trucchi che la trasforma in una maga. Da quel momento vive molte avventure divertenti che la porteranno in giro per il mondo.
Leo è il fratellino di Martina. Accompagna spesso sua sorella, più o meno volontariamente, nelle sue avventure magiche.
Ettore è un draghetto verde, amico di Martina ed esperto di magia.

## Libri

### Serie originale
L'elenco è fornito in ordine di pubblicazione originale.
| #  | Titolo originale                                   | # Mursia | # Edizioni Sonda | Edizione (Italia) | Titolo italiano                                      | ISBN          |
| -- | -------------------------------------------------- | -------- | ---------------- | ----------------- | ---------------------------------------------------- | ------------- |
| 1  | Hexe Lilli stellt die Schule auf den Kopf          |          | 1                | 2005              | Maga Martina butta all'aria la scuola                | 88-7106-408-6 |
| 2  | Hexe Lilli macht Zauberquatsch                     |          |                  |                   |                                                      |               |
| 3  | Hexe Lilli und der Zirkuszauber                    |          |                  |                   |                                                      |               |
| 4  | Hexe Lilli bei den Piraten                         | 3        |                  | 2002              | Lilli la strega e i pirati                           | 88-425-2922-2 |
| 5  | Hexe Lilli und der Weihnachtszauber                |          |                  |                   |                                                      |               |
| 6  | Hexe Lilli wird Detektivin                         | 2        |                  | 2001              | Lilli la strega e il mistero delle biciclette rubate | 88-425-2699-1 |
| 7  | Hexe Lilli im wilden Wilden Westen                 | 1        |                  | 2000              | Lilli la strega nel selvaggio West                   | 88-425-2700-9 |
| 8  | Hexe Lilli und das wilde Indianerabenteuer         |          |                  |                   |                                                      |               |
| 9  | Hexe Lilli im Fußballfieber                        |          |                  |                   |                                                      |               |
| 10 | Hexe Lilli und das Geheimnis der Mumie             |          | 2                | 2005              | Maga Martina e il mistero della mummia               | 88-7106-433-X |
| 11 | Hexe Lilli und das Geheimnis der versunkenen Welt  |          |                  |                   |                                                      |               |
| 12 | Hexe Lilli und das magische Schwert                |          |                  |                   |                                                      |               |
| 13 | Hexe Lilli auf Schloss Dracula                     |          | 5                | 2007              | Maga Martina nel castello di Dracula                 | 88-7106-475-5 |
| 14 | Hexe Lilli auf der Jagd nach dem verlorenen Schatz |          | 3                | 2006              | Maga Martina alla ricerca del tesoro perduto         | 88-7106-441-0 |
| 15 | Hexe Lilli und der Ritter auf Zeitreise            |          | 4                | 2006              | Maga Martina e il cavaliere matto                    | 88-7106-462-3 |
| 16 | Hexe Lilli und der schreckhafte Wikinger           |          |                  |                   |                                                      |               |
| 17 | Hexe Lilli im Land der Dinosaurier                 |          |                  |                   |                                                      |               |
| 18 | Hexe Lilli fliegt zum Mond                         |          | 6                | 2007              | Maga Martina in viaggio sulla luna                   | 88-7106-495-X |
| 19 | Hexe Lilli und das Buch des Drachen                |          |                  | 2008              | Maga Martina e il libro magico del draghetto         | 88-7106-518-2 |
| 21 | Hexe Lilli in Lilliput                             |          | 7                | 2009              | Maga Martina a Lilliput                              | 88-7106-563-8 |
| 22 | Hexe Lilli und Hektors verzwickte Drachenprüfung   |          | 8                | 2010              | Maga Martina e il draghetto Ettore sotto esame       | 88-7106-577-8 |
| 23 | Hexe Lilli – Die Reise nach Mandolan               |          | 9                | 2010              | Maga Martina in viaggio per Mandolan                 | 88-7106-607-3 |
| 24 | Hexe Lilli im Wunderland                           |          | 10               | 2012              | Maga Martina nel paese delle meraviglie              | 88-7106-674-X |

### Prime letture con Maga Martina
| #  | Titolo originale                                     | # Edizioni Sonda | Edizione (Italia) | Titolo italiano                                       | ISBN          |
| -- | ---------------------------------------------------- | ---------------- | ----------------- | ----------------------------------------------------- | ------------- |
| 1  | Hexe Lilli zaubert Hausaufgaben                      | 1                | 2006              | I compiti a casa. Maga Martina e Leo                  | 9788871064543 |
| 2  | Hexe Lilli feiert Geburtstag                         | 3                | 2008              | La festa di compleanno. Maga Martina e Leo            | 9788871065397 |
| 3  | Hexe Lilli und der Vampir mit dem Wackelzahn         |                  |                   |                                                       |               |
| 4  | Hexe Lilli und der verrückte Ritter                  |                  |                   |                                                       |               |
| 5  | Hexe Lilli und die wilden Dinos                      |                  |                   |                                                       |               |
| 6  | Hexe Lilli und das verzauberte Fußballspiel          |                  |                   |                                                       |               |
| 7  | Hexe Lilli entdeckt Amerika                          |                  |                   |                                                       |               |
| 8  | Hexe Lilli und der verflixte Gespensterzauber        | 2                | 2007              | La maledizione del fantasma. Maga Martina e Leo       | 9788871064963 |
| 9  | Hexe Lilli und der Pirat in der Badewanne            |                  |                   |                                                       |               |
| 10 | Hexe Lilli und der kleine Eisbär Knöpfchen           | 4                | 2009              | Spillo, l'orsetto polare. Maga Martina e Leo          | 9788871065618 |
| 11 | Hexe Lilli und der geheimnisvolle Flaschengeist Suki | 5                | 2011              | Maga Martina e Leo. Suki, il genietto della bottiglia | 9788871066295 |